# Frank Döhler
Frank Döhler (* 20. September 1959) ist ein deutscher ehemaliger Fußballspieler. Für die Betriebssportgemeinschaft (BSG) Sachsenring Zwickau spielte er zwischen 1979 und 1983 in der DDR-Oberliga, der höchsten Liga im DDR-Fußball.

## Sportliche Laufbahn
Nachdem Frank Döhler 1974 in die BSG Sachsenring eingetreten war, bestritt er ab 1977 seine ersten Punktspiele in der Nachwuchsoberliga, wo er hauptsächlich im Mittelfeld eingesetzt wurde. In der Saison 1978/79 bestritt er in der Rückrunde die ersten neun Oberligaspiele und erzielte auch sein erstes Oberligator. Zur Spielzeit 1979/80 wurde er offiziell in den Oberligakader aufgenommen und kam in der Hinrunde zu weiteren acht Oberligaeinsätzen. Auch 1980/81 spielte Döhler nur in der Hinrunde und wurde auch nur siebenmal aufgeboten. Im Mai 1981 trat er für 18 Monate seinen Wehrdienst in der Nationalen Volksarmee an. Ab November 1982 konnte er in Zwickau wieder Fußball spielen und erkämpfte sich als Mittelfeldakteur sofort einen Stammplatz. Bei den 17 ausgetragenen Oberligaspielen fehlte Döhler nur zweimal. Zudem kam er zum zweiten Oberligator. Nach dem Abschluss der Saison 1982/83 musste die BSG Sachsenring in die DDR-Liga absteigen. 
Daraufhin wechselte Frank Döhler mit fünf weiteren Zwickauer Spielern zum DDR-Liga-Aufsteiger Fortschritt Weida. Unter Trainer Lutz Lindemann fand Döhler 1983/84 keine feste Position und war zudem nach einem Platzverweis für vier Spiele gesperrt. Bei seinen 18 Ligaeinsätzen wurde er auf allen Spielebenen aufgeboten, wobei er wieder zu einem Tor kam. Nach einer Spielzeit musste Frank Döhler auch mit der BSG Fortschritt absteigen. Mit Döhler wurden die Weidaer 1985 und 1987 in der drittklassigen Bezirksliga Meister, stiegen aber erst 1987 noch einmal in die DDR-Liga auf. In seiner zweiten DDR-Liga-Saison betritt Döhler nur noch zwei Punktspiele in der Hinrunde, danach schied er aus dem höherklassigen Fußball aus. 